# Limay Mahuida
Limay Mahuida ist die Hauptstadt des gleichnamigen Departamento Limay Mahuida in der Provinz La Pampa im Zentrum Argentiniens. Der Ort liegt östlich des Río Limay Mahuida. Man erreicht ihn über die Ruta Nacional 143.
Der Ort wurde 1915 gegründet. In der Provinz La Pampa war Limay Mahuida im Zeitraum 1980 bis 1991 neben Lihuel Calel am stärksten vom Rückgang der Einwohnerzahlen betroffen. Die Einwohnerzahl sank zwischen 1991 und 2001 nochmals um 33 Personen.
Limay Mahuida verfügt über eine Wetterstation. Die Temperaturen betrugen in den Jahren 1981 bis 2000 durchschnittlich 15,4 °C (zwischen 7,0 °C (Juli) und 24,5 °C (Januar)) bei einer jährlichen Niederschlagsmenge von 415,5 mm.